# Джордж Вашингтон Ламберт
Джордж Вашингтон Ламберт  або Джордж Ламберт  (англ. George Washington Lambert; 13 вересня, 1873, Санкт-Петербург — 28 травня, 1930, Кобіті) — художник, представник реалізму на зламі 19-20 ст., емігрант до Австралії. Скульптор і викладач Лондонської школи мистецтв.

## Життєпис, ранні роки
Майбутній художник народився у Санкт-Петербурзі. Батько, інженер-залізничник зі Сполучених Штатів, працював у Росії за контрактом.
Батько помер і мати (Энни Матільда Ферт, англійка за походженням) перебралась до міста Вюртемберг, Німеччина, до власного батька.
В родині Ламберт було три сестри і син. Родина вирішила перебратися до Австралії. 20 січня 1887 року вони прибули у місто Сідней. Хлопцю було на той час вісім років.

## Художня освіта

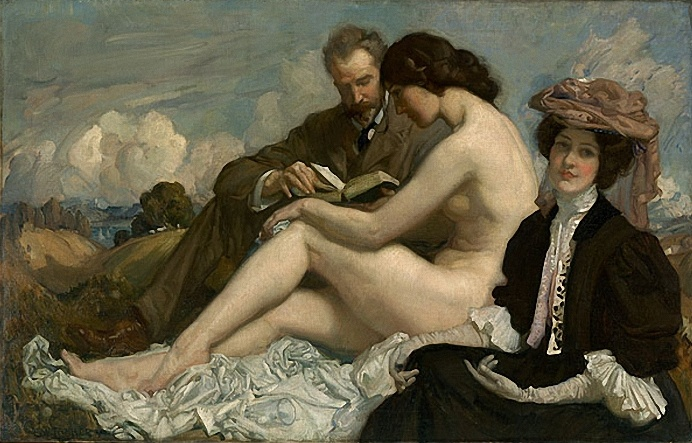
Джордж Ламберт. «Сонет», 1907 рік.

Починав працювати у торгівлі текстильними виробами. Але переконався, що його це не влаштовує і подався у художники. На щастя, виявив художні здібності. З 1894 року він почав давати власні картини на виставки у Товариство художників і Художнє товариство Австралії. 1899 року він виграв премію Річарда Вінна, засновану 1897 року, котру присуждали за пейзажні і скульптурні твори. Премія була серед престижних у австрало-британському суспільстві. Невдовзі (1896 року) він став учнем художньої школи Джуліана Аштона (1851—1942) у місті Сідней. Він також отримав стипендію від уряду штату Новий Південний Уельс у 150 фунтів. Ці гроші він витратив на перебування у Парижі, де разом із приятелем (Хью Рамсеєм, молодим художником) навчався у академії Колароссі. Потім перебрався у Лондон, де виставив власні твори у Королівській академії. На життя заробляв створенням портретів на замову. До лондонського періоду життя належить його картина «Сонет», в котрій були надзвичайно відчутні впливи британської літератури і добропорядності. За картину «Сонет» Джордж Ламберт 1911 року отримав премію на виставці у місті Барселона. В Лондоні починав як художник книг і часописів, робив ілюстрації для журналів «Кассель» та «Пелл мелл».

## Художня манера

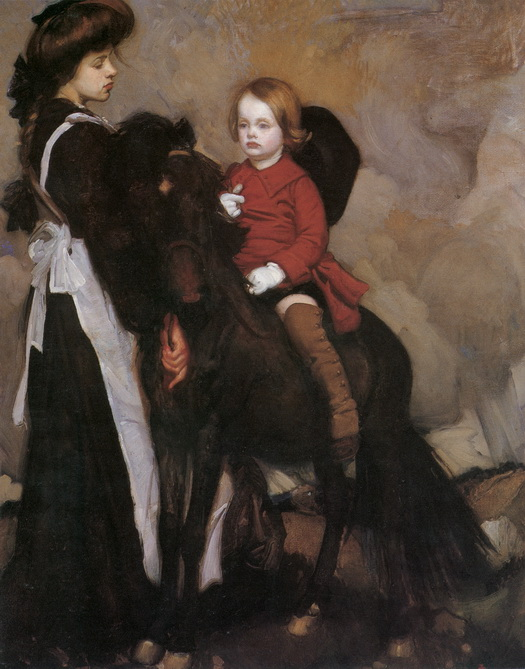
Джордж Вашингтон Ламберт. «Кінний портрет хлопчика з нянькою», 1905 р.

Художник швидко виробився у модного портретиста, художня техніка котрого мала щось наближене до художньої техніки портретиста кінця 18 ст. Генрі Реберна з її узагальненням, локальним колоритом, відмовою від дрібниць і широким мазком.
Під час перебування в Європі митця зацікавили твори Пітера Пауля Рубенса, а також Дієго Веласкеса. Ранні композиції Веласкеса (з їх темним, монохромним колоритом і двома, трьома персонажами) зацікавили настільки, що Джордж Ламберт створив декілька власних композицій з урахуванням монохромного колорита та небагатьма персонажами (два-три), але у власній інтерпретації і у побутових ситуаціях. Серед них — «Французька хазяйка (з дружиною і сином художника)», «Майстерня художника (з автопортретом і моделлю у військовому строї)», «Кінний портрет хлопчика (з нянькою)». Художник полюбляв коней і поні і при нагоді охоче вводив коней у власні картини.
Якщо у замовних портретах Ламберт сміливо показував злами психології нудьгуючих дам доби декаданса, в побутових монохромних картинах перебувала атмосфера тиші і печатка внутрішніх рухів свідомості, атмосфера неприбраності, непарадності і значущості побутового дня, значущості побутової ситуації.

## Офіційний військовий художник
В роки першої світової війни художник перебував у Лондоні, де звернувся до батального живопису і портретів військових. В той період його прихильницею і меценаткою була пані Тея Мері Проктор, парадний портрет котрої він створив теж. Ламберт став офіційним військовим австралійським художником 1917 року. Серед творів військової тематики — висадка військових 1915 року на півострові Галліполі у Туреччині та «Сержант легкої кавалерії».

## Повернення до Австралії
1921 року художник повернувся до Австралії. 1921 рік був у чомусь порубіжним і для художника, і для його дружини. Формально дружина залишилась у Лондоні, аби дати двом синам пристойні виховання і освіту.
Джордж Вашингтон Ламберт повернувся у Австралію без дітей і дружини, але його зустрічали як героя війни. Того ж року у місті Мельбурн була проведена персональна виставка художника. 1922 року надійшло повідомлення, що майстерного художника обрали у члени Лондонської Королівської академії мистецтв.
В твори художника прийшли пейзажі Австралії, але вони подані крізь досвід британського життя і досвід свідка 1-ї світової війни. Ламбер часто відвідував сільську садибу колишнього полковника Грінвілла Райлі, розташовану у Мішелаго. Серед значимих австралійських пейзажів цієї пори « Донька переселенця (донька Грінвілла Райлі)» та " Пейзаж Мішелаго ".
Нові якості отримують і його пізні портрети, особливо "Портрет місіс Анні Мердок " з його простотою композиції і психологічною характеристикою немолодої пані. За цей портрет митець отримав премію Арчибальда, практино вищу премію за досягнення у портретному жанрі Австралії.

## Як австралійський скульптор
1923 року Австралійський військовий меморіал надав художникові порожні приміщення колишнього військового шпиталю для закінчення праці над картинами батального жанру. Джордж Вашингтон Ламберт оселився там і працював не тільки як художник. Він звернувся до створення скульптур. Рада гімназії англіканської церкви у Вікторії того ж 1923 р. замовила йому монумент на честь вісімдесяти восьми юнаків, що загинули у роки 1-ї світової війни. Створення монумента відбилося також у створенні чергового автопортрета Ламберта з фігурою для замовленого монумента.
Але славу скульптора йому приніс монумент на честь австралійського письменника Генрі Ловсона (1867—1922). І хоча той зловживав алкоголем і допився до божевілля, його зарахували до класиків місцевої літератури, ховали з державними урочистостями, шануючи не його алкоголізм, а творчість.
Ламберт не пішов шляхом приховування недоліків особи письменника і подав його у монументі немолодим і зовнішньо непривабливим, з незграбним жестом рук, у оточенні непородного собаки та якогось босяка. За задумом обидві фігури на монументі — це дві іпостасі письменника у різному віці.

## Родина
У вересні 1900 року він узяв шлюб із пані Емі Беатріс Абсель. В родині будо двоє синів. Старший Моріс стане англійським скульптором. Молодший Леонард Констант став композитором і диригентом.

## Обрані твори
- «Сільська ідилія у хащах», 1896;
- «Старий Джой» (погруддя), 1898;

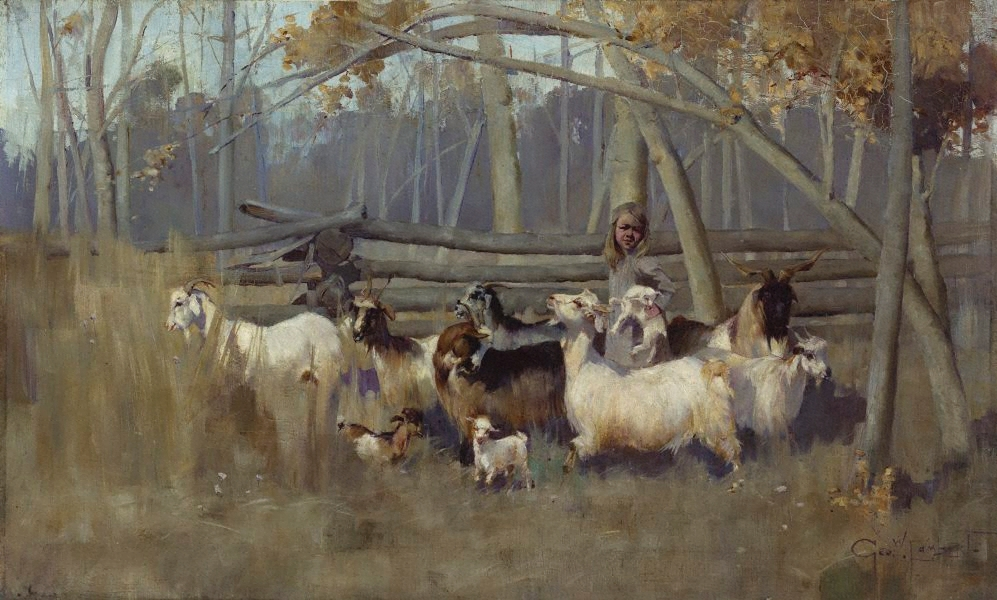
Джордж Вашингтон Ламберт. « Сільська ідилія у хащах», 1896 р.

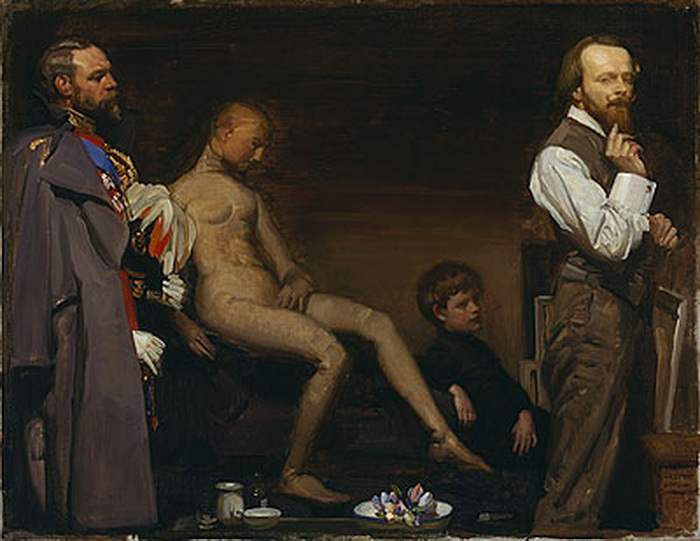
Джордж Вашингтон Ламберт. «Майстерня художника», 1909 р.

- «Пані і служанка Лотті» (« Леді і лотті»);
- «Автопортрет» (різні варіанти);
- «Хью Рамсей», (художник, погруддя), 1902;
- «Місс Тея Мері Проктор», 1903;
- «Кінний портрет хлопчика з нянькою», 1905;
- «Сібілла Волкер в червоній сукні з золотом», 1905;
- «Купання у ставку», 1908;
- «Майстерня художника», 1909;
- «Святковий день у Ессексі», 1910;
- «Вільям Елісон Рассел в білому», 1910;
- «У лікаря», 1910;
- «Танцівниця», 1911;
- «Портрет акторки перед дзеркалом», 1913;
- «Поважн і особи» або «Алегорія самозакоханості», 1914;
- «Битва під горою Ройстон у серпні 1916 року»;
- «Пейзаж. Шлях до Єріхона», 1918;
- «Посмішка фавна»;
- «Маска (алегорія)», 1911 р., Ермітаж
- «Донька переселенця»
- «Сержант легкої кавалерії», 1920;
- «Біла рукавичка», 1921, Художня галерея Нового Південного Уельсу;
- «Стрижка овець», 1921;
- «Міссіз Анна Мердок», 1927.

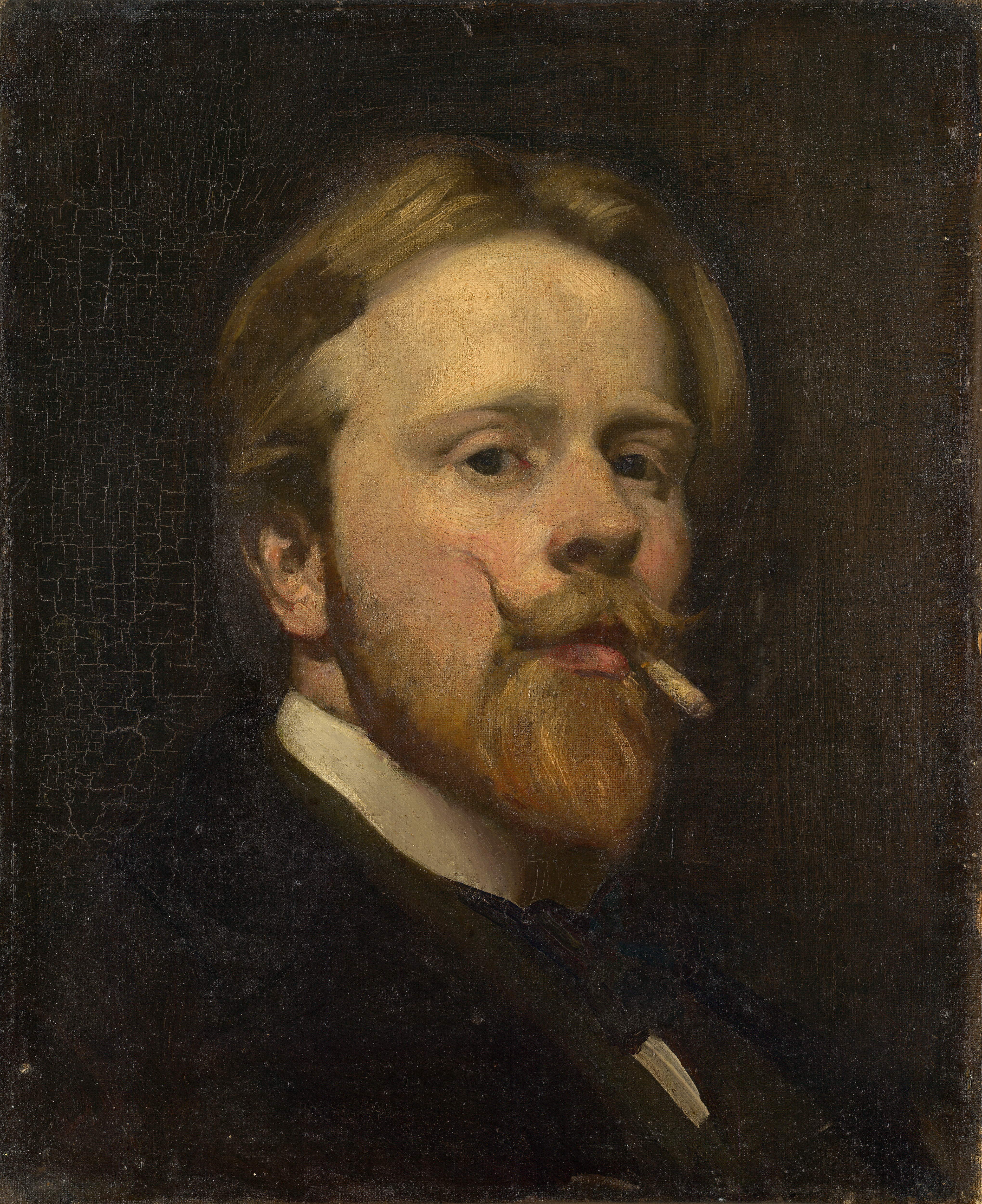
Джордж Вашингтон Ламберт. «Автопортрет», бл. 1906 р.
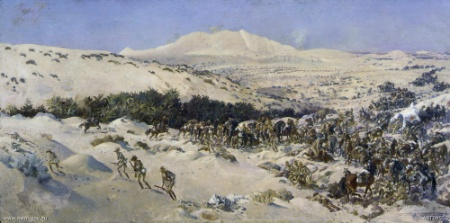
Джордж Вашингтон Ламберт. «Битва за Суецький канал»
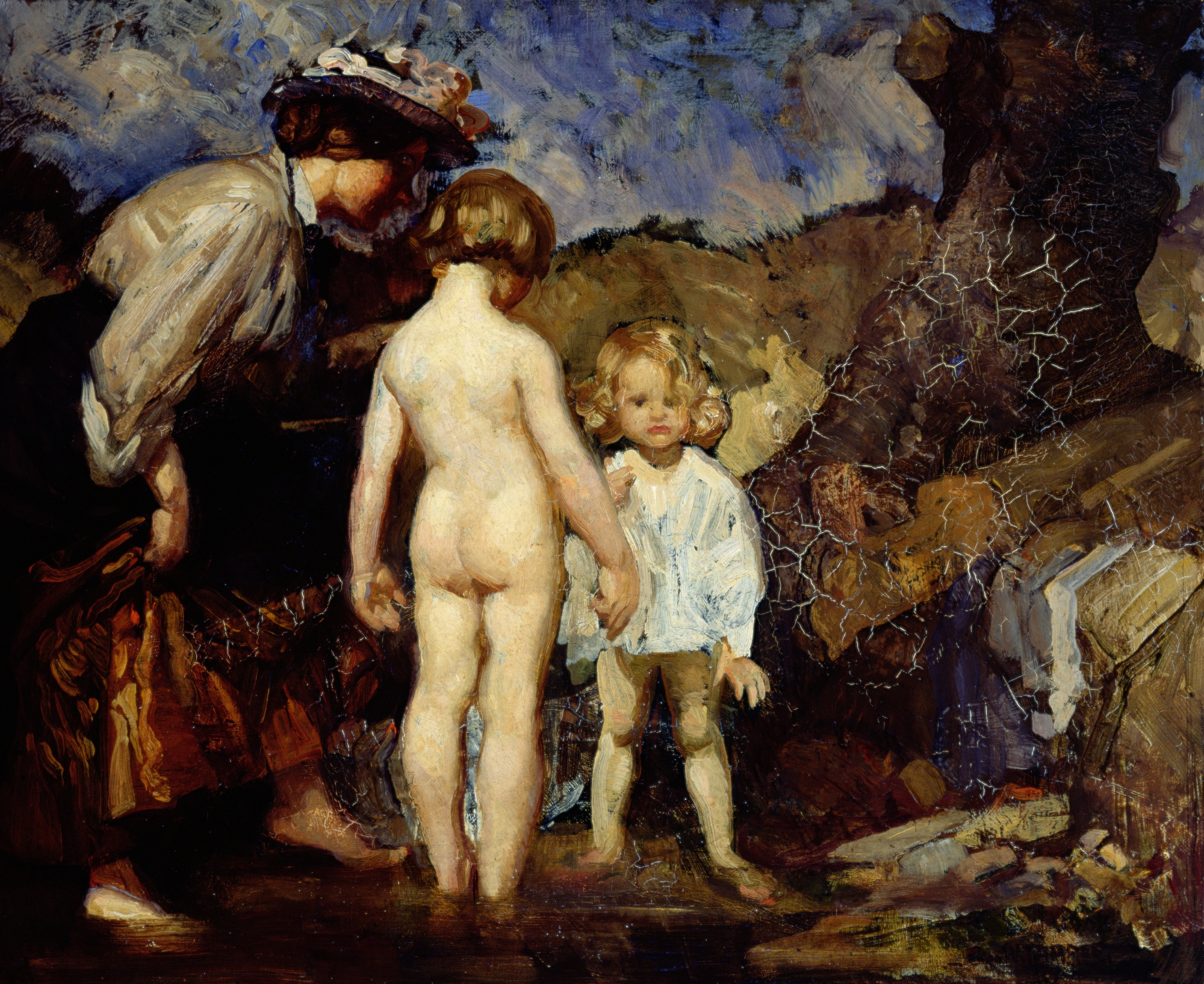
Джордж Вашингтон Ламберт. «Купання у ставку», 1908 р.
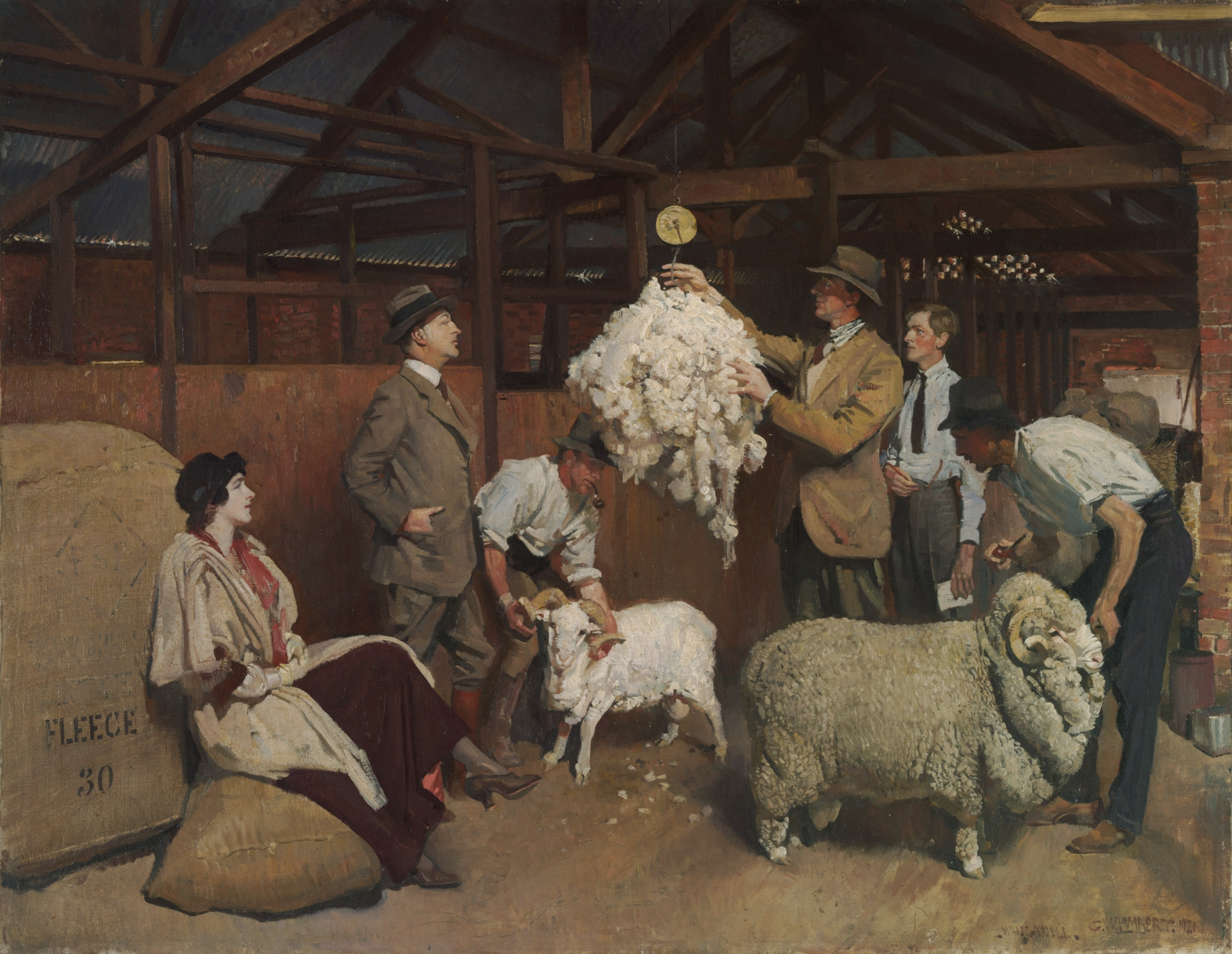
Джордж Вашингтон Ламберт. «Стрижка овець», 1921 р.

### Портрети

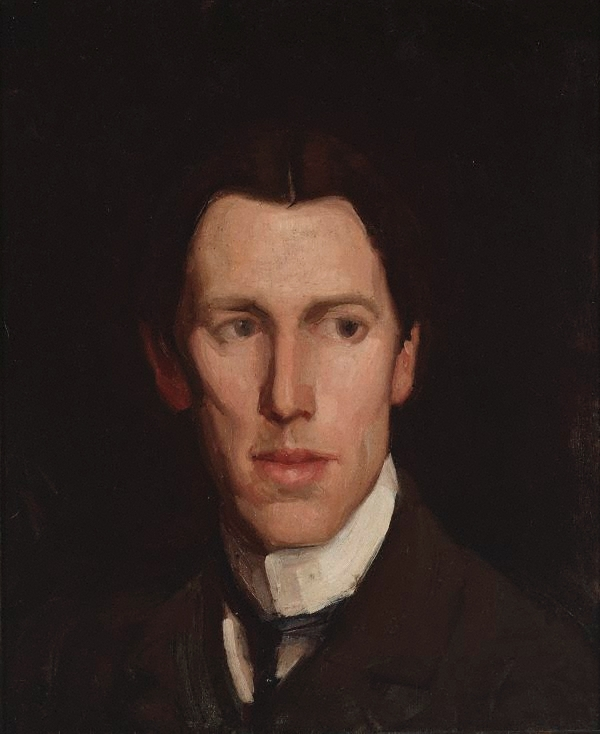
Джордж Вашингтон Ламберт. «Хью Рамсей», 1902 р.
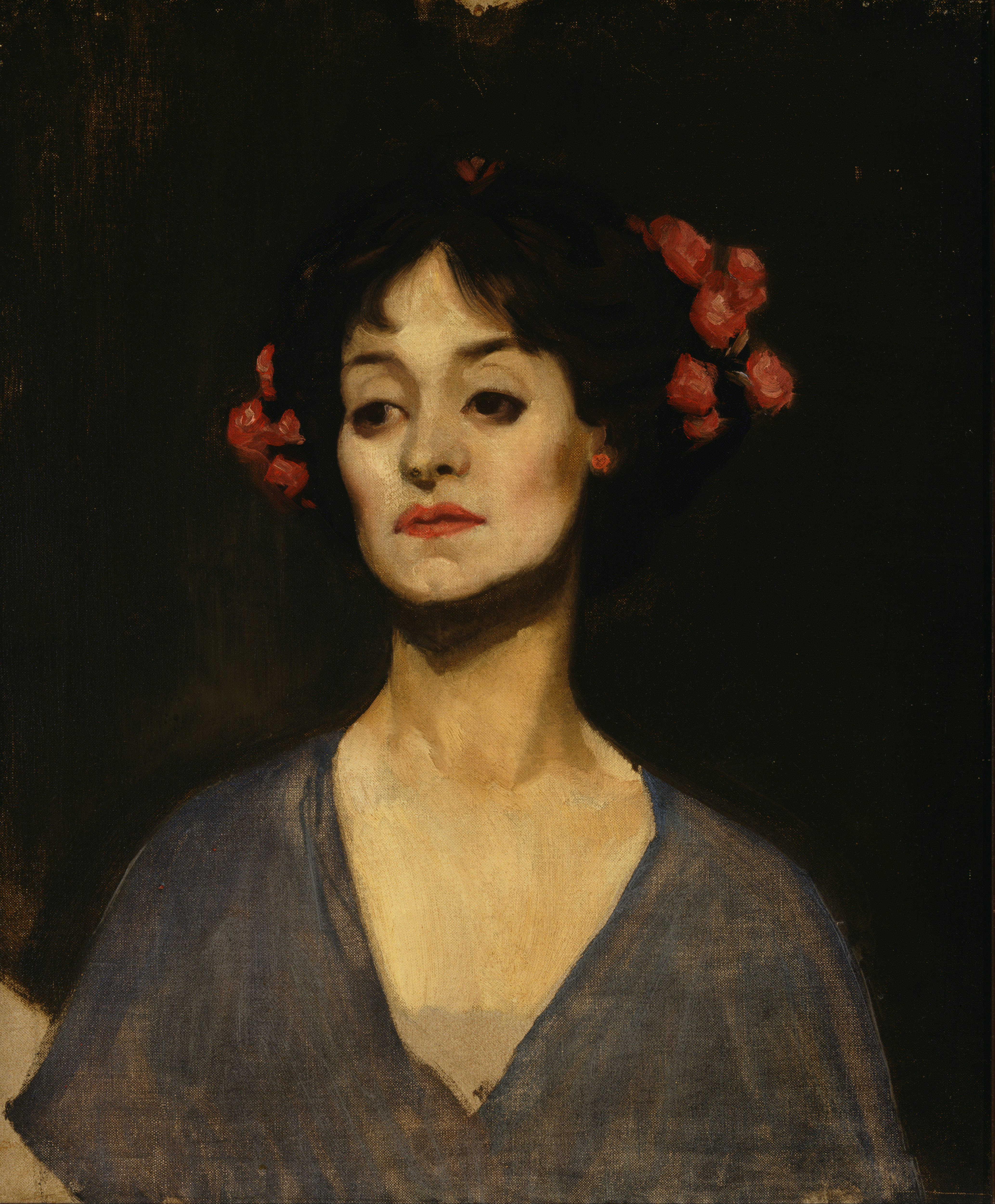
Джордж Вашингтон Ламберт. «Танцівниця», 1911 р.
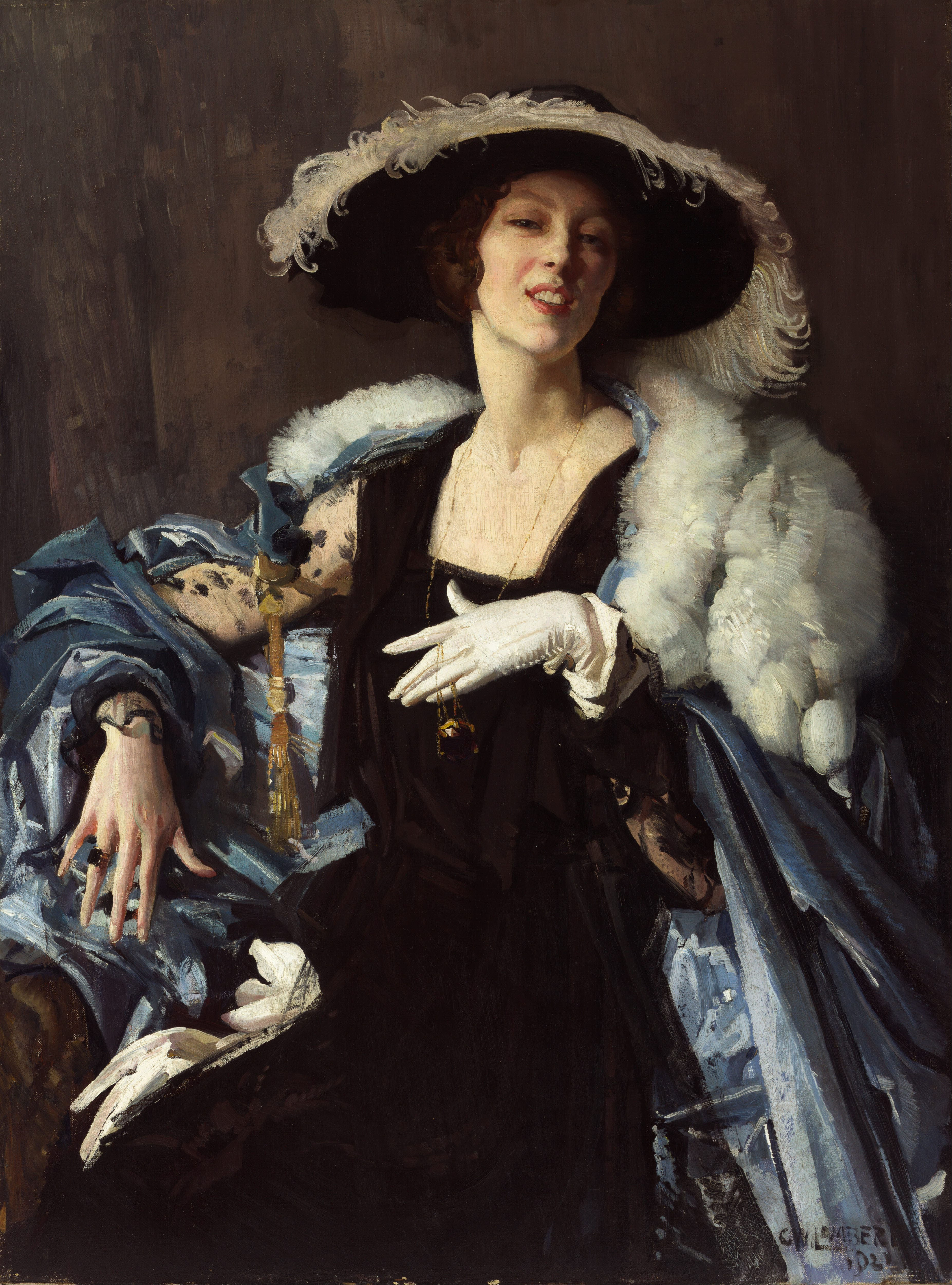
Джордж Вашингтон Ламберт. «Біла рукавичка», 1921 р.
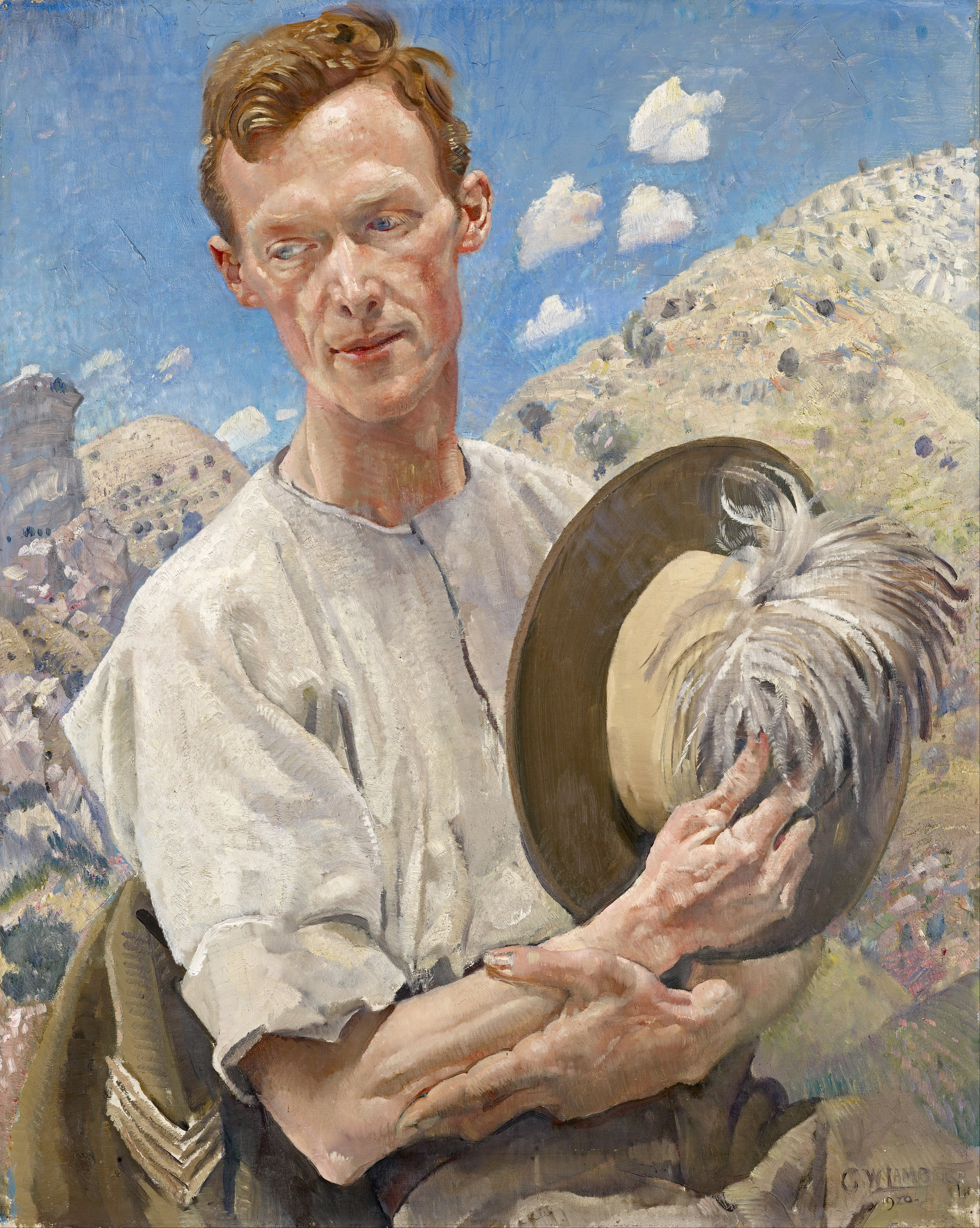
Джордж Вашингтон Ламберт. «Сержант легкої кавалерії»

### Малюнки

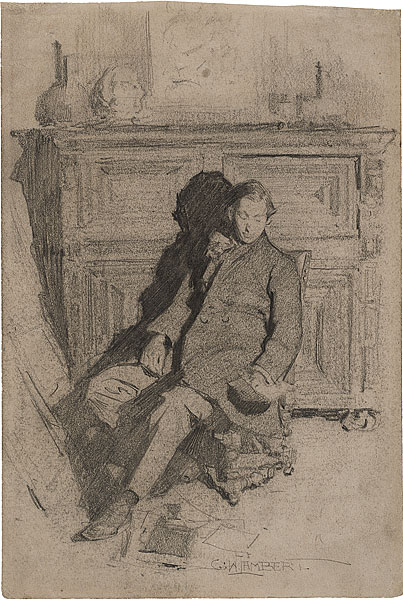
Джордж Ламберт. Хью Рамсей, художник і приятель, 1901 р.
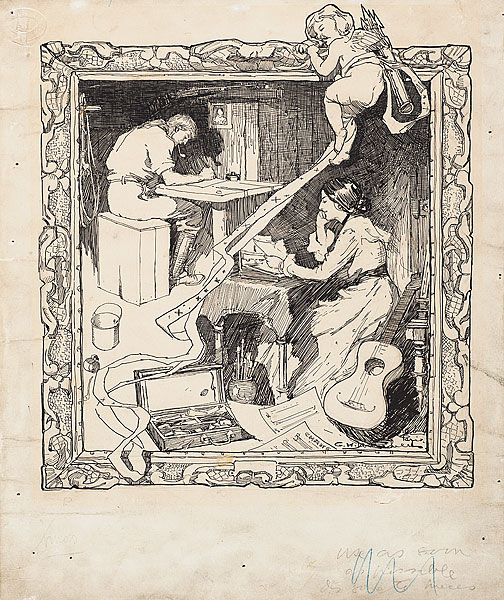
Джордж Ламберт. Листування, 1901 р.
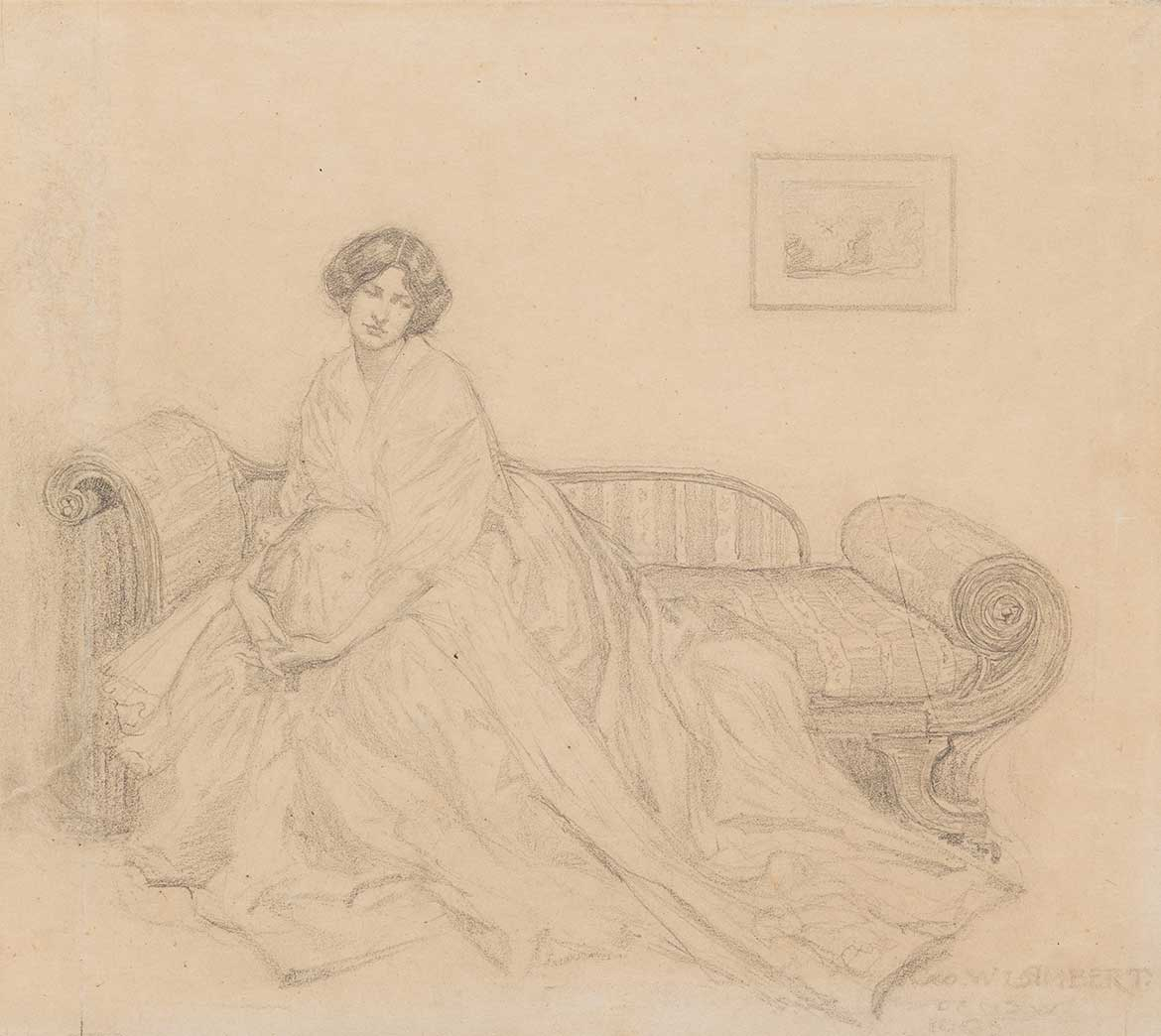
Джордж Ламберт. Просте життя (Тея Мері Проктор), 1905 р.
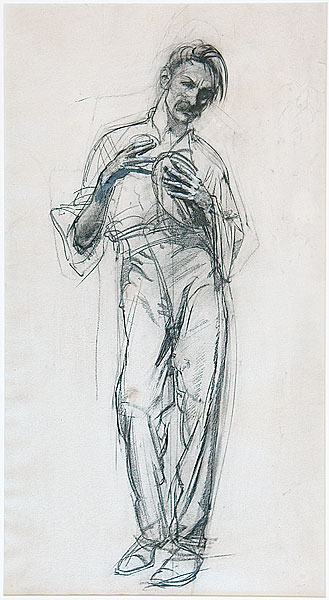
Джордж Ламберт. Штудія фігури для монумента писменника Генрі Ловсона, 1926 р.